# Скок Володимир Іванович
Володимир Іванович Скок (4 червня 1932, Київ, УРСР — 20 грудня 2003, Київ, Україна) — український нейрофізіолог і біофізик, академік АН України (з 26 грудня 1979 року), академік АН СРСР (з 1987 року), академік РАН (з 1991 року), академік Національної академії педагогічних наук України (з 1992 року). Лауреат Державної премії СРСР (за 1989 рік).

## Біографія
Володимир Скок народився 4 червня 1932 року в Києві в родині художників-ілюстраторів. Батько Іван Максимович був мобілізований до Червоної армії у 1941 році та невдовзі загинув на фронті. Мати, Олена Іванівна Паславська працювала ілюстратором та художнім редактором у видавництві «Веселка».
Під час навчання в школі цікавився біологією, відвідував фізіологічний гурток у Київському палаці піонерів, ставив фізіологічні досліди під керівництвом професора Гаврила Машталера. У 1950 році Володимир закінчив київську чоловічу школу № 55 зі срібною медаллю. У тому ж році поступив до біологічного факультету Київського державного університету імені Т. Г. Шевченка
У 1955 році закінчив університет та намагався поступити в аспірантуру до біофізика Олексія Городецького, проте той відмовив. Скок залишився викладати асистентом на кафедрі фізіології людини й тварин. Пізніше працював також старшим науковим співробітником відділу загальної фізіології НДІ фізіології при Київському університеті, де виконував кандидатську дисертацію з біології під керівництвом Данила Воронцова. У 1959 році Скок був спрямований на стажування до Колумбійського університету, де працював у лабораторії Гаррі Грундфеста. У 1962 році захистив дисертацію кандидата біологічних наук на тему «Електричні реакції зірчастого симпатичного ганглія кішки». Того ж року перейшов працювати до Інституту фізіології імені О. О. Богомольця. У 1968 році захистив дисертацію доктора біологічних наук на тему «Електрофізіологічні властивості симпатичних гангліїв», консультантом якої був Платон Костюк. У 1971 він став завідувачем відділу фізіології вегетативної нервової системи, цю посаду займав до смерті. У 1980—1981 роках Скок був заступником директора з наукової роботи.

Могила Володимира Скока

Жив у Києві. Помер 20 грудня 2003 року. Похований разом із родиною на Байковому кладовищі (ділянка № 49а, 50°25′0.76″ пн. ш. 30°30′6.8″ сх. д. / 50.4168778° пн. ш. 30.501889° сх. д.).

### Родина
- Дружина — патофізіолог, імунолог, доктор біологічних наук Ірина Алексєєва (1934—2011).
  - Донька — біохімік, доктор біологічних наук Марина Скок (1956—2024)[4].

## Наукова діяльність
Автор праць в галузі нейрофізіології, головним чином фізіології синаптичної передачі. Проводив дослідження дії фармакологічних препаратів на нервову систему тварин і людини.
У 1953 році опублікував першу наукову статтю «Вплив хлористого магнію на струми дії нерва».
У 1986 році разом з колегами вперше зареєстрував електричну активність одиночного каналу нікотинового ацетилхолінового рецептору.

### Академічні посади
- Віце-президент Всесоюзного фізіологічного товариства СРСР
- Член Центральної ради Міжнародного союзу фізіологічних наук
- Член-кореспондент АН УРСР (1973), академік АН УРСР (1979)
- Академік АН СРСР (1987)
- Іноземний член Польської академії наук (1994)
- Академік-співзасновник Академії педагогічних наук України
- Соросівський професор (1997)
- Заступник Академіка-секретаря Відділення біохімії, фізіології та молекулярної біології АН УРСР (1970—1974)
- Академік-секретар Відділення біохімії, фізіології та молекулярної біології АН УРСР (1974—1988)
- Віце-президент АН УРСР (1988—1993)

## Нагороди
- Премія імені І. М. Сеченова АН СРСР за монографію «Фізіологія вегетативних гангліїв» (1970)
- Грамота Верховної Ради Білоруської РСР за пропаганду наукових знань (1979)
- Орден Трудового Червоного Прапора (1982)
- Державна премія СРСР (1989)
- Державна премія України в галузі науки і техніки (2003)